# Watkins Glen (Nowy Jork)
Watkins Glen – wieś (village), ośrodek administracyjny hrabstwa Schuyler, w środkowej części stanu Nowy Jork, w Stanach Zjednoczonych, położona na południowym skraju jeziora Seneca. W 2010 roku miejscowość liczyła 1859 mieszkańców.
Pierwsi osadnicy przybyli tu w 1791 roku. Oficjalne założenie wsi, nazwanej wówczas Jefferson, nastąpiło w 1842 roku. W 1852 roku przyjęta została nazwa Watkins, upamiętniająca jednego z założycieli, a w 1926 roku obecna – Watkins Glen.
Na zachód od miejscowości znajduje się park stanowy Watkins Glen, obejmujący wąwóz, którego dnem spływa potok Glen Creek, tworząc kaskady i bystrza. W pobliżu zlokalizowany jest również samochodowy tor wyścigowy Watkins Glen International.